# 丹尼利夫卡 (外喀尔巴阡州)
48°20′18″N 22°21′55″E / 48.33833°N 22.36528°E

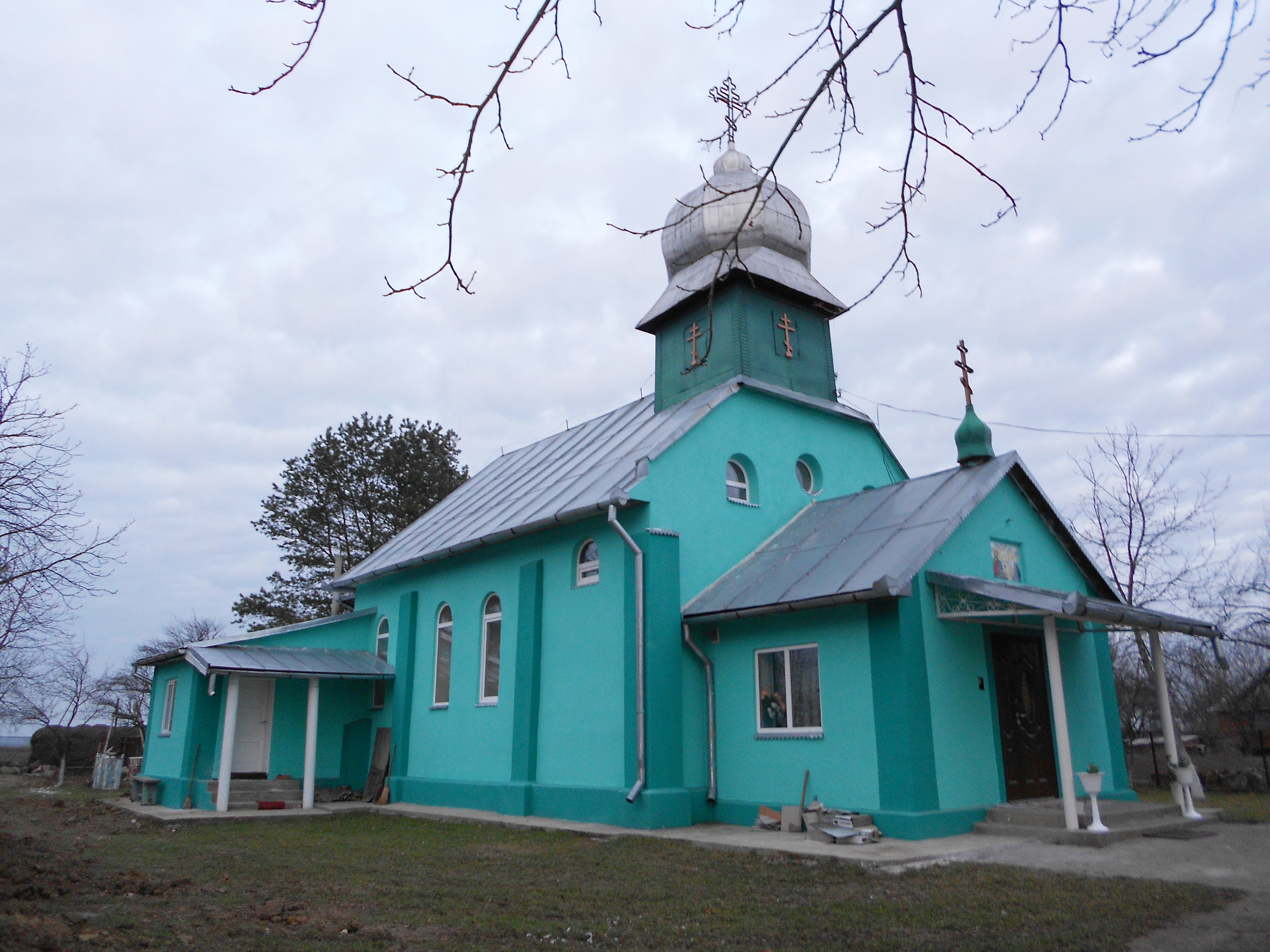
教堂

丹尼利夫卡（烏克蘭語：Данилівка），是烏克蘭的村落，位於該國西部外喀爾巴阡州，由貝雷霍韋區巴季奥沃市镇負責管轄，始建於1927年，面積1.57平方公里，海拔高度103米，2001年人口493，人口密度每平方公里314.01人。